# Carrè
Carrè est une commune italienne de la province de Vicence dans la région Vénétie en Italie.

## Administration
| Période                                  | Période | Identité | Étiquette | Qualité |
| ---------------------------------------- | ------- | -------- | --------- | ------- |
|                                          |         |          |           |         |
| Les données manquantes sont à compléter. |         |          |           |         |

## Communes limitrophes
Chiuppano, Lugo di Vicenza, Piovene Rocchette, Zanè, Zugliano

### Jumelage
- Compans (France)

## Personnalités liées à la commune
- Carlo Lievore